# Cro-Monolithic Remixes for an Iron Age
Cro-Monolithic Remixes for an Iron Age – minialbum zespołu Sunn O))) wydany przez Southern Lord Records na płycie winylowej oraz jako digital download (pliki MP3). Pierwszy utwór jest remiksem utworu zespołu Earth, a drugi – utworu Merzbowa.

## Lista utworów
| 1. | Teeth of Lions Rule the Divine | 15:58 |
|    |                                |       |
| 2. | Catch 22 (Surrender or Die)    | 12:36 |
|    |                                |       |
|    |                                | 28:34 |
|    |                                |       |